# Heteroteucha translatella
Espèce
Heteroteucha translatella est une espèce de lépidoptère de la famille des Oecophoridae.
On le trouve en Australie.